# Hogyan adjunk el drogokat a neten (villámgyorsan)
A Hogyan adjunk el drogokat a neten (villámgyorsan) (eredeti cím: How to Sell Drugs Online (Fast)) egy német sorozat, amelyet Philipp Käßbohrer és Matthias Murmann alkotott. A hat epizódból álló első évad 2019. május 31-én jelent meg a Netflixen. A főszerepekben: Maximilian Mundt, Anna Lena Klenke, Danilo Kamperidis, Damian Hardung, Luna Baptiste Schaller, Leonie Wesselow és Bjarne Mädel. A btf gyártási cég Twitter-fiókja szerint a sorozatot a Netflix megújította egy második évadra, amely 2020. július 21-én jelent meg. 2020. július 28-án hivatalosan bejelentették, hogy forgatják a harmadik évadot, amely 2021. július 27-én jelent meg.

## Áttekintés
A Hogyan adjunk el drogokat a neten (villámgyorsan) két középiskolás diák történetét figyeli meg, akik Európában online kábítószer-üzletet hoztak létre, hogy visszaszerezzék egy lány szerelmét.
A sorozatot egy valódi történet ihlette, amely 2015-ben Lipcsében történt.

## Szereplők
| Színész                | Karakter                |
| ---------------------- | ----------------------- |
| Maximilian Mundt       | Moritz Zimmermann       |
| Anna Lena Klenke       | Lisa Novak              |
| Danilo Kamperidis      | Lenny Sander            |
| Damian Hardung         | Dan Riffert             |
| Luna Baptiste Schaller | Gerda                   |
| Leonie Wesselow        | Fritzi                  |
| Bjarne Mädel           | Dealer Buba             |
| Roland Riebeling       | Jens Zimmermann         |
| Jolina Amely Trinks    | Marie Zimmermann        |
| Jonathan Frakes        | önmaga                  |
| Lena Urzendowsky       | Milena "Kira" Bechtholz |
| Langston Uibel         |                         |
| Maren Kroymann         | Doro Otto               |
| Erik Range             | Gronkh                  |

## Epizódok
| Évad | Évad | Epizód | Eredeti sugárzás | Magyar sugárzás  | Adó |
| ---- | ---- | ------ | ---------------- | ---------------- | --- |
|      | 1    | 6      | 2019. május 31.  | 2019. október 4. |     |
|      | 2    | 6      | 2020. július 21. | 2020. július 21. |     |
|      | 3    | 6      | 2021. július 27. | 2021. július 27. |     |

### 1. évad (2019)
| Sor. | Év. | Cím | Rendező        | Író                                                 | Premier                          |
| ---- | --- | --- | -------------- | --------------------------------------------------- | -------------------------------- |
| 1.   | 1.  | Ma stréber, holnap főnök (Nerd Today, Boss Tomorrow)                                                                              | Lars Montag    | Sebastian Colley, Philipp Käßbohrer és Stefan Titze | 2019. május 31. 2019. október 4. |
| 2.   | 2.  | Az élet igazságtalan, szokj hozzá! (Life's Not Fair, Get Used to It)                                                              | Lars Montag    | Sebastian Colley, Philipp Käßbohrer és Stefan Titze | 2019. május 31. 2019. október 4. |
| 3.   | 3.  | A kudarc szóba se jöhet (Failure is Not an Option)                                                                                | Lars Montag    | Sebastian Colley, Philipp Käßbohrer és Stefan Titze | 2019. május 31. 2019. október 4. |
| 4.   | 4.  | Ha ez a valóság, kenjétek a hajatokra (If This is Reality, I'm Not Interested)                                                    | Arne Feldhusen | Sebastian Colley, Philipp Käßbohrer és Stefan Titze | 2019. május 31. 2019. október 4. |
| 5.   | 5.  | Szakíts nagyot, vagy semmit! (Score Big or Don't Score at All)                                                                    | Arne Feldhusen | Sebastian Colley, Philipp Käßbohrer és Stefan Titze | 2019. május 31. 2019. október 4. |
| 6.   | 6.  | Ha te vagy a legokosabb a szobában, akkor rossz szobában vagy (If You Are the Smartest One in the Room, You're in the Wrong Room) | Arne Feldhusen | Sebastian Colley, Philipp Käßbohrer és Stefan Titze | 2019. május 31. 2019. október 4. |

### 2. évad (2020)
| Sor. | Év. | Cím                                                     | Rendező        | Író                                                            | Premier                           |
| ---- | --- | ------------------------------------------------------- | -------------- | -------------------------------------------------------------- | --------------------------------- |
| 7.   | 1.  | Gondolkozz másként! (Think Different)                   | Mia Spengler   | Sebastian Colley, Mats Frey, Philipp Käßbohrer és Stefan Titze | 2020. július 21. 2020. július 21. |
| 8.   | 2.  | Hová mennél ma? (Where Do You Want to Go Today?)        | Mia Spengler   | Sebastian Colley, Mats Frey, Philipp Käßbohrer és Stefan Titze | 2020. július 21. 2020. július 21. |
| 9.   | 3.  | A valós élet ihlette (Inspired by Real Life)            | Mia Spengler   | Sebastian Colley, Mats Frey, Philipp Käßbohrer és Stefan Titze | 2020. július 21. 2020. július 21. |
| 10.  | 4.  | Vedd meg. Add el. Szeresd. (Buy It. Sell It. Love It.)  | Arne Feldhusen | Sebastian Colley, Mats Frey, Philipp Käßbohrer és Stefan Titze | 2020. július 21. 2020. július 21. |
| 11.  | 5.  | Mozogj gyorsan, törj-zúzz! (Move Fast and Break Things) | Arne Feldhusen | Sebastian Colley, Mats Frey, Philipp Käßbohrer és Stefan Titze | 2020. július 21. 2020. július 21. |
| 12.  | 6.  | Ne légy gonosz! (Don't be evil.)                        | Arne Feldhusen | Sebastian Colley, Mats Frey, Philipp Käßbohrer és Stefan Titze | 2020. július 21. 2020. július 21. |

### 3. évad (2021)
| Sor. | Év. | Cím | Rendező        | Író                                                                             | Premier                           |
| ---- | --- | --- | -------------- | ------------------------------------------------------------------------------- | --------------------------------- |
| 13.  | 1.  | Egyetlen hiba, egy kis botlás (A single failure, a little slip)                                            | Arne Feldhusen | Sebastian Colley, Philipp Käßbohrer, Natalie Thomas és Mats Frey                | 2021. július 27. 2021. július 27. |
| 14.  | 2.  | Egy vétség, egy kis betépés (A misdemeanor, a little trip)                                                 | Arne Feldhusen | Michael Schilling, Philipp Käßbohrer, Mats Frey és Natalie Thomas               | 2021. július 27. 2021. július 27. |
| 15.  | 3.  | Ez megbélyegez és kirekeszt engem? (Does this condemn me, lock me away?)                                   | Arne Feldhusen | Peter Furrer, Philipp Käßbohrer, Stefan Titze, Natalie Thomas és Mats Frey      | 2021. július 27. 2021. július 27. |
| 16.  | 4.  | Mielőtt elfordítod a kulcsot, még mondanék valamit (Before you turn the key, I have one more thing to say) | Arne Feldhusen | Michael Schilling, Philipp Käßbohrer, Mats Frey, Natalie Thomas és Stefan Titze | 2021. július 27. 2021. július 27. |
| 17.  | 5.  | Ha összebarátkoztok, kiengesztelheted (To make amends, maybe be friends)                                   | Arne Feldhusen | Mats Frey, Stefan Titze, Philipp Käßbohrer és Natalie Thomas                    | 2021. július 27. 2021. július 27. |
| 18.  | 6.  | Mindenkinek jár egy második esély (Everybody gets a second chance)                                         | Arne Feldhusen | Stefan Titze, Mats Frey, Philipp Käßbohrer és Natalie Thomas                    | 2021. július 27. 2021. július 27. |

## Gyártás

### Kidolgozás
2018. október 25-én bejelentették, hogy a Netflix berendelt egy 1 évad  és 6 részből álló sorozatot. A sorozatot Philipp Käßbohrer és Matthias Murmann készítette, akik a vezető producerek. 2019. július 9-én a sorozatot a Netflix megújította egy második évadra, ami 2020. július 21-én jelent meg. 2020. július 28-án pedig a sorozatot megújították egy harmadik évadra, amely 2021. július 27-én jelent meg.

### Szereplőválogatás
A sorozat rendelés bejelentése mellett megerősítést nyert, hogy Maximilian Mundt, Anna Lena Klenke, Danilo Kamperidis, Damian Hardung, Luna Schaller, Leonie Wesselow és Bjarne Mädel lesznek a főszereplők. 2020 júniusában Lena Urzendowsky szerepet kapott, hogy a második évadban Kira szerepét játssza el. 2020. július 28-án Langston Uibel bejelentette, hogy főszerepet kapott a harmadik évadban.

### Forgatás
2018. december 17-én a Netflix bejelentette, hogy az első évad forgatása befejeződött. A második évadot 2019-ben Németországban, Bonn városában forgatták. A harmadik évadot pedig 2020-ban Németország, Köln városában forgatták.

### Premier
2019. április 6-án a sorozatot bemutatták a Cannes-i film fesztiválon az első két epizódot.

## Kiadás

### Marketing
2019. április 6-án megjelent a sorozat teaser videója. 2019. május 17-én megjelent a sorozat hivatalos előzetese. 2020 június 23-án pedig a második évad előzetese jelent meg.